# 大事なことほど小声でささやく
『大事なことほど小声でささやく』（だいじなことほどこごえでささやく）は、森沢明夫の小説。2013年5月22日に幻冬舎より単行本が刊行され、2015年8月5日に幻冬舎文庫より文庫版が刊行された。
2022年に映画版が公開された。

## 書誌情報
- 森沢明夫（著）『大事なことほど小声でささやく』（2013年5月22日発売[1]、幻冬舎〈単行本〉、ISBN 978-4-344-02396-3）
- 森沢明夫（著）『大事なことほど小声でささやく』（2015年8月5日発売[2]、幻冬舎文庫、ISBN 978-4-344-42380-0）

## 映画
2021年に実写映画化が発表され、2022年10月21日に公開された。監督は横尾初喜、主演は本作が映画初主演となる後藤剛範。
原作小説のうち、「四海良一の蜻蛉」編をベースとした内容となっている。また、本作はMotionGalleryでクラウドファンディングが実施され、東京都内で撮影が行われた。

### キャスト
- ゴンママ（権田鉄雄）：後藤剛範[6][7]
- センセー（四海良一）：深水元基[6][7]
- 四海由佳：遠藤久美子[6][7]
- カオリ：田村芽実[6][7]
- ミレイ（井上美鈴）：峯岸みなみ[6][7]
- シュン（国見俊介）：遠藤健慎[6][7]
- ケラ（本田宗一）：大橋彰（アキラ100%）[6][7]
- シャチョー（末次庄三郎）：田中要次[6][7]

### スタッフ
- 原作：森沢明夫『大事なことほど小声でささやく』（幻冬舎文庫）[5]
- 監督：横尾初喜
- 脚本：谷碧仁[5][6][7]
- 音楽：上田壮一[6][7]
- 主題歌：田村芽実「似たものどうし」(作詞：竹仲絵里 / 作曲：上田壮一）[8]
- プロデューサー：杉浦美奈子、田窪桜子[6][7]
- 撮影：春木康輔[6][7]
- 照明：本間光平[6][7]
- 美術：小栗綾介[6][7]
- 録音：阪口和[6][7]
- 衣装：岡本華菜子[6][7]
- ヘアメイク：末永昌宏[6][7]
- サウンドデザイン&ミックス：浅梨なおこ[6][7]
- 編集：松山圭介[6][7]
- スチール：水野嘉之[6][7]
- タイトルデザイン：坂川英治、坂川朱音[6][7]
- イラスト：あずみ虫[6][7]
- グラフィックデザイン：おかもとゆりこ[6][7]
- ラインプロデューサー：三輪夕奈[6][7]
- アシスタントプロデューサー：原田佳歩[6][7]
- 助監督：小山亮太[6][7]
- 配給：S・D・P[6][7]
- 制作協力：UNITED PRODUCTIONS、アイオーン、avenir[5]
- 企画：GOLDEN TREE、アイオーン[5][7]
- 製作 / 制作プロダクション：GOLDEN TREE